# Conus tribblei
Conus tribblei е вид охлюв от семейство Conidae. Видът не е застрашен от изчезване.

## Разпространение и местообитание
Разпространен е в Австралия (Западна Австралия и Куинсланд), Нова Каледония, Провинции в КНР, Соломонови острови, Тайван, Филипини и Япония.
Обитава пясъчните дъна на морета.